# Перцептрон с перекрёстными связями
Перцептроны с перекрестными (латеральными) связями - особый класс нейронных сетей, в которых существуют связи между элементами одного слоя (S, A или R), находящиеся на одинаковом логическом расстоянии от S-элементов, причем все остальные связи — последовательного типа.

## Перцептроны с разомкнутыми перекрестными связями

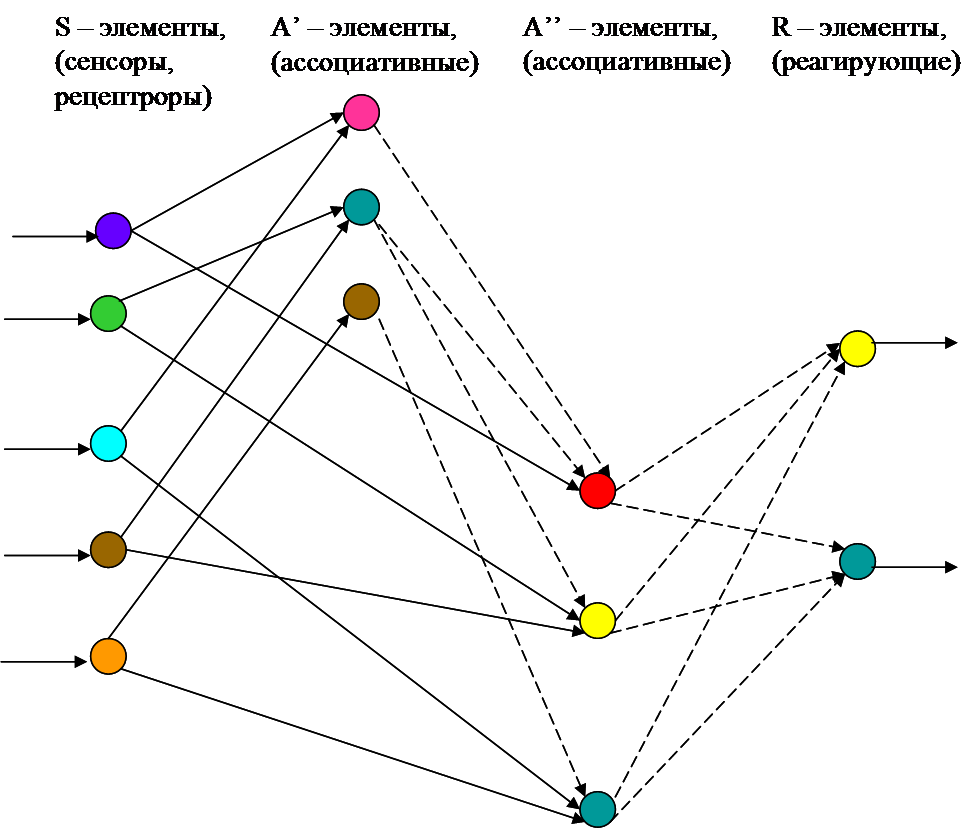
Пример архитектуры с разомкнутыми перекрестными связями

Это такой подвид перцептронов с перекрестными связями, связи между элементами одного слоя не образуют замкнутых контуров (обратных связей). Например, это такой вид сети, в котором А-элементы можно условно разделить на два подмножества А' и A. При этом связи всех А-элементов постоянны. С R - элементами связаны только A - элементы, а сигналы на A - элементы подаются от A'-элементов.

## Нейроная сеть с локальными связями

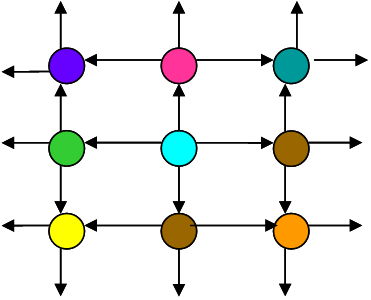
Структура слоя с локальными связями

Нейроны в сетях с локальными связями располагаются в узлах решетки, чаще − прямоугольной. В этом случае каждый нейрон связан с небольшим числом (обычно 4 или 8) своих топологических соседей.

## Перцептроны с перекрестными связями, образующие замкнутые контуры
Это достаточно особый вид перцептрона, с одной стороны это наиболее общий вид перцептронов с перекрестными связями, а с другой это подвид рекуррентных нейронных сетей. При переходе от разомкнутых к замкнутым сетям необходимо учитывать зависимость от временной последовательности предшествующих состояний. Возникает также проблема устойчивости - сеть будучи однажды возбужденна, становится постоянно активной, что приводит к тому, что стимулы уже не оказывают никакого влияния на сеть. В других сетях при этом могут возникать колебательные режимы, и есть сети, в которых устанавливается устойчивый режим.